# Даленов, Руслан Ерболатович
 Даленов Руслан Ерболатович  (каз. Дәленов Руслан Ерболатұлы; род. 8 февраля 1975 года, Целиноград, Казахская ССР) — государственный деятель Республики Казахстан, министр национальной экономики Казахстана (2019—2021), заместитель председателя Правления Евразийского банка развития (с 2021 года).

## Биография
Происходит из рода шекты племени алимулы. В 1999 году окончил Университет Мармара по специальности экономист.
Свою профессиональную карьеру начал в Министерстве государственных доходов Республики Казахстан, начиная с должности ведущего специалиста.
В 2003 году — начальник Управления анализа и текущего прогнозирования доходов Налогового комитета Министерства финансов Республики Казахстан.
С сентября 2003 по январь 2005 года — директор Департамента анализа доходов Министерства финансов Республики Казахстан.
С 2008 по 2017 гг. — Вице-министр финансов Республики Казахстан.
С апреля 2017 года по 25 февраля 2019 года — Первый вице-министр национальной экономики Республики Казахстан.
С 25 февраля 2019 года по 18 января 2021 года — министр национальной экономики Республики Казахстан.
С 8 февраля 2021 года — заместитель председателя Правления Евразийского банка развития.

## Семья
Женат, воспитывает троих детей.
- отец — Дәленов Ерболат Дербісалыұлы (08.09.1946-22.02.2023)

## Награды
Награды Казахстана
| Страна    | Дата | Награда                                                                | Награда                                                                |
| --------- | ---- | ---------------------------------------------------------------------- | ---------------------------------------------------------------------- |
| Казахстан | 2018 | Орден Курмет                                                           | Орден Курмет                                                           |
| Казахстан | 2015 | Медаль За вклад в создание Евразийского экономического союза 2 степени | Медаль За вклад в создание Евразийского экономического союза 2 степени |
| Казахстан | 2012 | Медаль «За трудовое отличие»                                           | Медаль «За трудовое отличие»                                           |
| Казахстан | 2011 | Медаль «20 лет независимости Республики Казахстан»                     | Медаль «20 лет независимости Республики Казахстан»                     |
| Казахстан | 2008 | Медаль «10 лет Астане»                                                 | Медаль «10 лет Астане»                                                 |